# Asse nodale
In meccanica celeste, l'asse nodale o linea dei nodi è la linea d'intersezione del piano di un'orbita con un piano di riferimento, come per esempio il piano equatoriale o il piano eclittico. I due punti dell'orbita dati dall'intersezione tra questi due piani vengono detti nodi dell'orbita. Si distinguono:
- il nodo ascendente: è il punto in cui l'oggetto interseca il piano di riferimento passando dall'emisfero meridionale all'emisfero settentrionale;
- il nodo discendente: è il punto in cui l'oggetto interseca il piano di riferimento passando dall'emisfero settentrionale all'emisfero meridionale.

L'asse nodale è spesso indicato come vettore asse nodale, o versore asse nodale: noto infatti il momento angolare orbitale specifico {\displaystyle \mathbf {h} } ed il versore di sostegno {\displaystyle {\hat {\mathbf {k} }}} di una terna cartesiana inerziale, si ha il vettore asse nodale come
{\displaystyle \mathbf {N} ={{\hat {\mathbf {k} }}\times \mathbf {h} }}
Notando che {\displaystyle {\hat {\mathbf {k} }}} ha per definizione componenti nulle secondo x e y, il prodotto vettoriale tra i due risulterà un vettore con solo due componenti, secondo x e secondo y:
{\displaystyle \mathbf {N} ={\hat {\mathbf {k} }}\times \mathbf {h} =\det {\begin{bmatrix}{\hat {\mathbf {i} }}&{\hat {\mathbf {j} }}&{\hat {\mathbf {k} }}\\0&0&1\\h_{x}&h_{y}&h_{z}\\\end{bmatrix}}=N_{x}{\hat {\mathbf {i} }}+N_{y}{\hat {\mathbf {j} }}}
Normalizzando il vettore così ottenuto si arriva al Versore asse nodale
{\displaystyle \mathbf {n} =n_{x}{\hat {\mathbf {i} }}+n_{y}{\hat {\mathbf {j} }}}
le cui informazioni sono:
- la direzione dell'asse nodale;
- il verso, dal nodo discendente al nodo ascendente.

Il versore asse nodale è un'informazione necessaria per determinare l'Ascensione retta del nodo ascendente, che è uno dei sei parametri orbitali kepleriani.

Nel caso appunto dell'orbita terrestre attorno al sole, il piano dell'eclittica interseca il piano equatoriale terrestre in due punti, detti nodi: questi si chiamano punto d'Ariete (o punto gamma) e il punto della Libra. Il lento spostamento del punto d'Ariete che avviene sempre un poco più indietro nel calendario, nell'arco dei millenni, è noto come fenomeno di precessione degli equinozi.

## Linea dei nodi dell'orbita lunare

Le eclissi avvengono quando la Terra attraversa la linea dei nodi tra eclittica e il piano di orbita lunare

Un altro esempio classico di fenomeno legati all'asse nodale, o linea dei nodi, è quello tra il piano dell'eclittica terrestre e il piano dell'orbita lunare, che tra di loro sono inclinati di un angolo di soli cinque gradi sessagesimali circa (5° 9'). È il caso per il quale avvengono i noti fenomeni come le eclissi lunari e le eclissi solari. Le eclissi infatti, avvengono raramente proprio a causa di tale piccola inclinazione tra questi due piani orbitali, per cui esse si verificano soltanto se gli astri Sole, Luna e Terra si trovano ad attraversare l'asse nodale degli stessi. Questo spiega inoltre che, se avviene un'eclissi lunare in plenilunio, è molto probabile che sia avvenuto o avvenga un'eclissi solare in uno dei due immediati noviluni dello stesso mese lunare, e viceversa. 

## Etimologia e simboli
Il simbolo del nodo ascendente è  (Unicode: U+260A, ☊), mentre il simbolo del nodo discendente è  (Unicode: U+260B, ☋).
Nel Medioevo e fino quasi ai giorni nostri, i nodi ascendente e discendente della Luna erano rispettivamente chiamati testa del drago  (in latino caput draconis; in arabo: ra's al-jauzahar) e coda del drago (cauda draconis)., p. 141; , p. 245. Erano anche indicati come ganzaar, genzahar, geuzaar e zeuzahar, parole derivate da improprie trascrizioni della dizione araba., pp. 196–197; , p. 65; , pp. 95–96.
Ove era in uso la terminologia greca, si utilizzavano le dizioni αναβιβάζων (anabibàzon) e καταβιβάζων (catabibàzon).
Dai riferimenti medievali al drago che inseguiva la Luna nella sua orbita, è derivata la dizione di mese draconico, cioè di mese legato all'inseguimento del drago.